# Muzeul Județean „Teohari Antonescu”
Muzeul Județean „Teohari Antonescu” este un muzeu județean din Giurgiu, amplasat în Str. C. Dobrogeanu Gherea nr. 3. Clădirea muzeului este declarată monument istoric, având codul GR-II-m-B-14876. Este sediul fostei Prefecturi de Vlașca. Un prim corp datează din secolul al XIX-lea (1777 - 1778), care în 1903 a fost mărit și modernizat.

## Istoric
Primele preocupări muzeistice la Giurgiu sunt legate de personalitatea plurivalentă a lui Nicolae Droc-Barcian, directorul Gimnaziului (Colegiul Național „Ion Maiorescu”). Acesta a înfințat în 1876 o grădină botanică, iar în 1883 un muzeu școlar de științele naturii, pentru care multe piese au fost donate de exploratorul Ilarie Mitrea. îmbogățit succesiv cu piese arheologice și documente, patrimoniul acumulat s-a pierdut în urma distrugerii orașului din 1916. Muzeul județean a fost înființat în 1934, printr-o hotărâre a Prefecturii de Vlașca. La sugestia savantului Ion Andrieșescu, i s-a dat numele primului profesor de arheologie al Universității din Iași, giurgiuveanul Teohari Antonescu. În fruntea instituției a fost numit, cu titlu onorific, tânărul profesor Dumitru Berciu, care a condus-o până în 1948. După un hiatus de doi ani, ea a fost reînființată și dezvoltată pe parcursul a două decenii, de către profesorul Gheorghe Rădulescu, absolvent de Belle-Arte, ajutat de muzeograful-restaurator Mihai Ionescu. Între 1950 și 1980 muzeul a fost pe rând raional, municipal și secție fără personalitate juridică. A redevenit județean în 1981, în urma corecturii aduse reformei teritorial-administrative, cu secții de istorie și etnografie și Oficiu pentru patrimoniu cultural național.   
Între 1977-1990 expoziția lui permanentă s-a numit „Muzeul luptei pentru independența poporului român”. Din 1993 și-a reluat patronul antebelic, iar între 1999-2005 s-a refăcut expoziția secțiilor de arheologie și istorie. Prin retrocedarea localului secției de etnografie din comuna Florești-Stoenești, patrimoniul acesteia a fost adus la Giurgiu, unde s-a inaugurat o nouă expoziție permanentă la sfârșitul anului 2006. Din anul 2003 în administrarea Muzeului județean a intrat și Casa memorială a poetului Petre Ghelmez din comuna Gogoșari. Segmentul expozițional afectat descoperirilor arheologice este axat pe rezultatele cercetărilor din siturile Giurgiu-Malu Roșu (paleolitic), Pietrele, Bucșani, Sultana (eneolitic), Mogoșești, Zimnicea, Popești (epoca metalelor), Oinacu, Izvoru (epoca migrațiilor) și reconstituie evoluția materială a comunităților umane din Câmpia Dunării. Piesele din ceramică, podoabele și obiectele de cult, împreună cu diverse mărturii despre ocupații și meșteșuguri conferă expoziției un interes deosebit. Dezvoltarea așezării de la Giurgiu către un statut urban s-a datorat construirii Cetății din Insulă, reședință voievodală a lui Mircea cel Bătrân. Sala consacrată domniei sale cuprinde, între altele, piese descoperite pe șantierul cetății și facsimile ale unor documente emise la Giurgiu. Un spațiu aparte îi este rezervat epocii lui Mihai Viteazul, ale cărui bătălii victorioase din 1595 (Putineiu, Stănești, Șerpătești, Călugăreni, Giurgiu) au adus faimă acestor locuri în întreaga Europă. Tranziția de la perioada medievală la cea modernă (secolele XVII - XVIII) este redată prin imagini ale unor monumente din regiune (Comana, Mironești, Dobreni, Herești, Florești-Stoenești, Găiseni), prin stampe și hărți de epocă, arme, podoabe, monede și alte mărturii. Construirea României moderne este punctată de prezentarea unor evenimente care au marcat destinul țării: Revoluția din 1848, Unirea Principatelor (1859), câștigarea Independenței de stat (1877) și Marea Unire (1918). Totodată sunt reliefate și realizările ce individualizează Giurgiu în cadrul dezvoltării societății românești, cu deosebire prioritățile în transporturi și comunicații.   

### Secția de arheologie
Cuprinde urme de locuire din paleolitic, vechi de peste 20.000 de ani, descoperite la Malu-Roșu (Giurgiu). Diversele reprezentări plastice descoperite în tell-ul de la Sultana se numără printre cele mai reușite din aria culturii Gumelnița. Schimburile materiale dintre populațiile autohtone și cele învecinate capătă amploare în Epoca Bronzului. Civilizația strămoșilor noștri geto-daci este documentată cu piese remarcabile, datând din secolele IV-I î.Hr.   

### Secția de istorie
Prima atestare documentară a orașului Giurgiu (23 septembrie 1403) datează din timpul domniei lui Mircea cel Bătrân. Legendara domnie a lui Mihai Viteazul este ilustrată atât cu piese originale de epocă, cât și cu replici, machete și reconstituiri. Drumul spre modernitate al județului Vlașca s-a înscris în linia generală de reformare a Țărilor Române. Vlășcenii au avut prezențe remarcabile în principalele momente istorice din a doua jumătate a secolului al XlX-lea. Orașul Giurgiu și Muzeul său au acumulat și un patrimoniu artistic semnificativ. Giurgiu a jucat un rol important în timpul Primului Război Mondial, în urma distrugerilor suferite fiind decorat cu Crucea de Război franceză. Secția de Istorie Memorială deține, printre principalele fonduri documentare, colecții provenind de la Nicolae Cartojan, Tudor Vianu, Dumitru Berciu, Petre Ghelmez.  

## Publicații
Autor al lucrărilor: Cultul cabirilor în Dacia (1889), Lumi uitate (1900), Le Trophee d'Adamclissi (1905), Cetatea Sarmizegetusa (1906), Columna Traiană (1910), Jurnal. 1893-1908 (2005)